# Erik Cardoso
Pour les articles homonymes, voir Cardoso.
Erik Felipe Barbosa Cardoso, né le 3 mars 2000 à Piracicaba, est un athlète brésilien, spécialiste du sprint.

## Biographie
Il porte son record personnel sur 100 m à 10 s 23 pour remporter la médaille d’or lors des Championnats d’Amérique du Sud juniors de 2019 à Cali.
Le 4 septembre 2021, aux championnats du Brésil espoirs à Bragança Paulista, il frôle la barre des 10 secondes en remportant la finale en 10 s 01 (+ 2,0 m/s), record personnel et record d'Amérique du Sud espoirs.
Le 6 juillet 2023, en demi-finale des championnats du Brésil à Cuiabá, il égale son record personnel à 10 s 01 (+ 1,9 m/s) mais ne termine que 4e de la finale en 10 s 21 (+ 0,2 m/s).
Le 28 juillet 2023, Erik Cardoso descend pour la première fois sous la barre des 10 secondes, en 9 s 97 (+ 0,8 m/s), à l'occasion des championnats d'Amérique du Sud à São Paulo où il remporte la médaille d'argent derrière le Surinamien Issam Asinga (9 s 89). Il améliore de trois centièmes le record du Brésil et record d'Amérique du Sud détenu depuis 1988 par Robson da Silva, et devient ainsi le premier Brésilien de l'histoire sous les 10 secondes de manière légale. Deux jours plus tard, il remporte avec le relais 4 x 100 m brésilien le titre en 38 s 70, devant le Paraguay et le Venezuela.  Le 27 mai 2024, il récupère le titre continental et le record d'Amérique du Sud à la suite de la disqualification pour dopage d'Asinga. Le record sera battu le 9 septembre par son compatriote Felipe Bardi en 9 s 96.

## Palmarès
| Date | Compétition                    | Lieu      | Résultat | Épreuve   | Temps   |
| ---- | ------------------------------ | --------- | -------- | --------- | ------- |
| 2019 | Championnats d'Amérique du Sud | Lima      | 2e       | 4 × 100 m | 39 s 91 |
| 2021 | Championnats d'Amérique du Sud | Guayaquil | 1er      | 4 × 100 m | 39 s 10 |
| 2022 | Championnats du monde          | Eugene    | 7e       | 4 × 100 m | 38 s 25 |
| 2023 | Championnats d'Amérique du Sud | São Paulo | 2e       | 100 m     | 9 s 97  |
| 2023 | Championnats d'Amérique du Sud | São Paulo | 1er      | 4 × 100 m | 38 s 70 |
| 2023 | Championnats du monde          | Budapest  | finale   | 4 × 100 m | DQ      |
| 2023 | Jeux panaméricains             | Santiago  | 1er      | 4 × 100 m | 38 s 68 |
| 2024 | Championnats ibéro-américains  | Cuiabá    | 3e       | 100 m     | 20 s 50 |
| 2024 | Championnats ibéro-américains  | Cuiabá    | 1er      | 4 × 100 m | 10 s 14 |

## Records
| Épreuve    | Temps  | Lieu      | Date            |
| ---------- | ------ | --------- | --------------- |
| 100 mètres | 9 s 97 | São Paulo | 28 juillet 2023 |